# ويليام هايدن رينولدز
ويليام هايدن رينولدز (بالإنجليزية: William Hayden Reynolds)‏ هو سياسي أمريكي، ولد في 29 يونيو 1847، وتوفي في 1 فبراير 1935.